# Sân bay Hiroshima
Sân bay Hiroshima (広島空港 Hiroshima Kūkō) (IATA: HIJ, ICAO: RJOA) là một sân bay ở thành phố  Mihara,  Hiroshima Prefecture, Nhật Bản. Đây là sân bay lớn nhất ở vùng Chūgoku.

## Các hãng hàng không và các tuyến điểm
- Air China (Bắc Kinh, Đại Liên)
- All Nippon Airways (Okinawa, Sapporo-Chitose, Sendai, Tokyo-Haneda, Tokyo-Narita)
- Asiana Airlines (Seoul-Incheon)
- Bangkok Airways (Bangkok-Suvarnabhumi)
- Continental Airlines
  - Continental Micronesia (Guam)
- China Airlines (Đài Bắc -Taiwan Taoyuan)
- China Eastern Airlines (Thượng Hải -Pudong)
- China Southern Airlines (Quảng Châu)
- Japan Airlines (Sapporo-Chitose, Tokyo-Haneda)